# Богатник
Богатник је насељено мјесто у Буковици, у сјеверној Далмацији. Припада граду Обровцу, у Задарској жупанији, Република Хрватска.

## Географија
Богатник је од Обровца удаљен око 16 км југоисточно. Богатник је дио некадашњег насеља Жегар, од којег су настала још три села: Каштел Жегарски, Комазеци и Надвода.

## Историја
Богатник се од распада Југославије до августа 1995. године налазио у Републици Српској Крајини.

## Становништво
Према попису из 1991. године, Богатник је имао 470 становника, од чега 469 Срба и 1 осталог, а без Хрвата и Југословена. Према попису становништва из 2001. године, Богатник је имао 74 становника. Богатник је према попису становништва из 2011. године имао 131 становника.
| Националност       | 1991. | 1981. | 1971. | 1961. |
| Срби               | 469   | 474   | 531   | 579   |
| Југословени        |       | 3     |       |       |
| Хрвати             |       |       |       | 2     |
| остали и непознато | 1     | 5     |       |       |
| Укупно             | 470   | 482   | 531   | 581   |

| Демографија | Демографија | Демографија |
| Година      | Становника  | Становника  |
| ----------- | ----------- | ----------- |
| 1961.       | 581         |             |
| 1971.       | 531         |             |
| 1981.       | 482         |             |
| 1991.       | 470         |             |
| 2001.       | 74          |             |
| 2011.       |             | 131         |

## Попис 1991.
На попису становништва 1991. године, насељено место Богатник је имало 470 становника, следећег националног састава:
| Попис 1991.‍ | Попис 1991.‍ | Попис 1991.‍ | Попис 1991.‍ | Попис 1991.‍ |
| ----------- | ----------- | ----------- | ----------- | ----------- |
|             |             |             |             |             |
| Срби        | Срби        |             | 469         | 99,78%      |
| Македонци   | Македонци   |             | 1           | 0,21%       |
| укупно: 470 |             |             |             |             |

## Презимена
- Бабић — Православци
- Веселиновић — Православци
- Вуканац — Православци
- Ђаковић — Православци
- Зелић — Православци
- Јајић — Православци
- Ковачевић — Православци
- Милић — Православци
- Радмиловић — Православци
- Ушљебрка — Православци
- Шукара — Православци